# Yobidashi

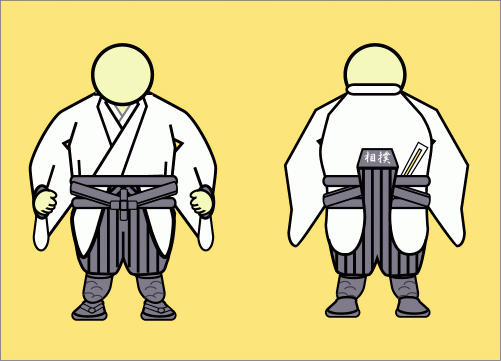
Yobidashi tragen altertümlich anmutende Arbeitskleidung und sind als Allrounder für allerhand wichtige Aufgaben im Sumōbetrieb unverzichtbar.

Der Yobidashi (jap. 呼出 oder 呼び出し, dt. etwa: „Ausrufer“) ist ein Funktionsträger im professionellen Sumōringen Japans. Er ist unter anderem dafür zuständig, die Kämpfer vor einer Begegnung zum Ring (dohyō) zu rufen. Dazu singt er laut die Namen der Kämpfer und die ihnen zugeordneten Ringseiten (Osten oder Westen), während er einen traditionellen Papierfächer (Sensu) in ihre Richtung hält. Erst danach betreten die Rikishi den Ring. Während des Kampfes muss der Yobidashi diesen verlassen.
Die Kleidung der Yobidashi ist locker an altertümliche japanische Arbeiterkleidung angelehnt. Zu ihr gehören Beinlinge und Tabi ähnelndes Schuhwerk. Wie die Gyōji beginnen Yobidashi ihre Laufbahn bereits im Jugendalter und arbeiten sich in einem Rangsystem hoch, das dem der Sumōringer ähnelt, bis sie sich mit 65 zur Ruhe setzen. Da aber nicht jeder Yobidashi, aus welchen Gründen auch immer, für eine Beförderung berücksichtigt werden kann, kann es durchaus sein, dass ein Yobidashi in seiner Laufbahn nichtmal die Makuuchi-Ränge erreichen kann. Die Ausbildung selbst erfolgt wie bei den Gyōji nicht durch den Verband, sondern von einem älteren und erfahrenen Yobidashi, der die Neulinge in die Arbeit einweisen lassen muss.
Über ihre Ausruferfunktion hinaus nehmen Yobidashi als „Mädchen für alles“ eine Vielzahl von Aufgaben wahr. Dazu gehören an Wettkampftagen das Fegen des Rings, das Nachfüllen des Reinigungssalzes und die Aufsicht über die Eimer mit dem „Kraftwasser“ (Chikara-mizu), außerdem das Ausbreiten der Werbebanner von Firmen, die als Sponsoren bestimmter Begegnungen bekannter Ringer auftreten. Neben diesen unmittelbar am oder im Dohyō stattfindenden Arbeiten gehört es auch zu den Zuständigkeiten eines Yobidashi, außerhalb der Arena Trommeln zu schlagen, wodurch traditionell Zuschauer angelockt werden sollen. Mit Trommeln kündigt er auch den Beginn der Veranstaltung an.
Die Yobidashi sind auch für den Bau des Rings selbst aus Lehm verantwortlich, sowohl der Dohyōs für Turnier- und Schaukämpfe als auch der Trainingsringe in den „Ställen“. Traditionell schreiben Yobidashi auch Lieder (jinku), die vom Sumōleben handeln.